# Tvoja sam sudbina
Tvoja sam sudbina (Main teri parchhain hoon) indijska je TV serija. Glavne uloge imali su Lata Sabharwal, Megha Gupta i Sameer Dharmadhikari. 

## Sinopsis
Aanchal i Jaya, dvije potpuno različite žene, susretnu se na autobusnoj postaji u mjestu Pune. Obje putuju na različita odredišta. Aanchal putuje u Mumbai kako bi zatražila studentsku vizu za SAD, a Jaya odlazi k roditeljima u Mumbai nakon mnogo godina. 
Nakon što Jaya sazna da Aanchalin autobus kasni, shvati da bi mogla zakasniti na avion za SAD, te joj zbog toga prepusti svoju autobusnu kartu. U tome trenutku nisu ni svjesne da ne mijenjaju samo autobusne karte, već i svoje sudbine. Aanchal dobiva vizu za SAD, no autobus u kojem je Jaya s Aanchalinom kartom, strada u prometnoj nesreći i Jaya pogine. 
Ne znajući za tragediju, Aanchal se sprema otputovati u SAD, a Jayina obitelj oplakuje njezinu smrt. Jayin otac Ramakant krivi njezinog supruga Siddhartha i njegovu obitelj jer se nije dobro brinuo o njegovoj kćeri. Siddharth i Jaya vjenčali su se bez njegova dopuštenja i zbog toga nikada nije prihvatio Siddhartha. Obitelj odluči da neće reći Jayinoj djeci da im je majka poginula jer najmlađe dijete ima srčanu manu, te možda ne bi moglo podnijeti tragičnu smrt. Aanchal u zračnoj luci sazna za Jayinu smrt netom prije odlaska u SAD i počne sebe kriviti za to. 
Najstariji Jayin i Siddharthin sin, Ajush, ugleda osmrtnicu svoje majke u novinama koje je kupila zločesta strina Chanchal i sazna istinu, no odluči šutjeti o tome. Shvativši kako strina Chanchal i baka Lalita loše postupaju prema njegovoj braći i sestrama, djeca pobjegnu od kuće kako bi otišla u bakinu kuću u Mumbaiju. 
U međuvremenu, Aanchal se vratila na dvotjedni odmor nakon završetka tromjesečja, i to kao druga osoba. Vedra i vesela Aanchal postala je tiha i žalosna djevojka, na zaprepaštenje svoje pbitelji. Zbune se jer ne znaju zašto se tako promijenila. Mami pošalje Aanchal u Shirdi nadajući se da će joj Sai Baba Darshan donijeti mir i sreću, no, kako sudbina ne pita, Aanchal u autobusu susreće izgubljenu djecu bez novca za kartu. Ona im pomogne i odluči ih odvesti kući. Iznenadi se shvativši da su to djeca žene koju je upoznala na autobusnoj postaji i koja je zbog nje poginula. Aanchal se sažali nad djecom vidjevši kroz kakvu tugu prolaze nakon što su ostala bez majke, i to zbog nje. Stoga im odluči nekako pomoći. Pristane biti njihova učiteljica i pomagati im, te provoditi vrijeme s njima. Djeca ne razumiju Aanchal, misle da im pomaže kako bi dobila posao učiteljice, a ne zbog obećanja koje im je dala: da će im pronaći majku. Aanchal se susreće s velikim otporom kod djece, kao i kod njihove zločeste bake Lalite i strine Chanchal, no odluči nastaviti. Zavjetovala se Jayi da će njezinoj djeci vratiti sretan život i silno želi održati to obećanje – čak i po cijenu svojih snova i karijere.

## Uloge
| Glumac               | Lik           | Opis |
| -------------------- | ------------- | --- |
| Lata Sabharwal       | Jaya          | 32-godišnja kućanica i majka. U potpunosti je posvećena svojoj obitelji, koja joj je sve na svijetu. Ona je osjećajna osoba, čija je najveća vrlina njezina jednostavnost. U obitelji se suočava s problemima, koje joj zadaju svekrva i ljubomorna šogorica. Drži se tradicije i sve bitke pobjeđuje svojom strpljivošću.                |
| Megha Gupta          | Aanchal       | Djevojka s modernim pogledom na svijet. Ambiciozna je osoba i njezina karijera joj je od najvećeg značaja. No ne sluteći, njezin život kreće u potpuno drugom smjeru od planiranog. Ona je iskrena osoba s visokim moralnim vrijednostima i vjeruje u tradiciju i običaje. Vrlo je vezana za obitelj i izuzetno sentimentalna mlada žena. |
| Sameer Dharmadhikari | Siddharth     | Jayin suprug. Odgovorna je osoba i iskren čovjek. Pjesnik je u duši, ali ne pokazuje svoje pjesničke sposobnosti. Jaya je ljubav njegovog života, s kojom ima idealan brak. |
| Abeer Goswami        | Dheeraj       | Siddharthov mlađi polubrat, no Siddharth i on poštuju se i vole kao prava braća. Duhovit je i veseo te ambiciozan mladić. Poštuje Siddhartha i Jayu, te jako voli njihovu djecu. |
| Pramthesh Mehta      | Hariman Tyagi | Siddharthov i Dheerajev otac. Umirovljeni je učitelj, glava obitelji, no nema previše autoriteta i ovlasti unutar obitelji. Često je u svađi s Lailtom zbog njezinog ponašanja prema Siddharthu, Jayi i unucima, no nije uspješan u namjeri da promjeni svoju ženu. Voli unuke i Jayu, koju podupire u svemu.                             |
| Kiran Bhargava       | Lailta        | Harimanova druga žena i Dheerajeva majka. Ona je sebična i egoistična osoba i djeca ju previše ne vole. Dobro se slaže s Chanchal. Smatra da je žrtvovala sebe kako bi odgojila Siddhartha. Radi veliku razliku između dva polubrata. |
| Rajat Wats           | Manu          | Manu je Aanchalin rođak. On je bezbrižan i sretan. Dobar je prijatelj Aanchal, koju tretira kao pravu sestru. |
| Uday Tikekar         | Ramakant      | Jayin otac. Bogat je i profinjen čovjek, autoritet u obitelji. Siddhartha nije prihvatio kao svog zeta, te ga se svi u obitelji boje zbog njegove strogoće. |
| Nishigandha Wad      | Bharti        | Jayina majka koja je veoma religiozna. Ona je idealna žena, koja se nikada ne suprotstavlja mužu, ali je prihvatila Siddhartha kao svog zeta. |
| Shailesh Datar       | Ravikant      | Ravikant je Ramankantov mlađi brat i Chanchalin otac. Ljubomoran je na dostignuća svog starijeg brata te potajno želi jednog dana naslijediti sav posao i imovinu. |
| Indu Verma           | Chanchal      | Chanchal je Dheerajeva supruga i Jayina sestrična. Ljubomorna je na Jayu jer je bolja od nje u izvršavanju svojih obaveza i odgovornosti. Sebična je i materijalistička osoba, ali i svojoj i Jayinoj svekrvi najdraži član obitelji. Tu poziciju često iskorištava kako bi ponizila Jayu.                                                |
| Krish Karnavat       | Sachin        | Sachin je Jayin i Siddhartov najmlađi sin. Ima slabo srce i pije lijekove. |